# GT Racing 2: The Real Car Experience
GT Racing 2: The Real Car Experience fue un videojuego de carreras de 2013 desarrollado por Gameloft Bulgaria y publicado por Gameloft para iOS, Android, Windows Phone y Windows. Es la secuela de GT Racing: Motor Academy.

## Jugabilidad
GT Racing 2: The Real Car Experience es un juego de carreras similar a la serie Real Racing, especialmente Real Racing 3 y la segunda entrega de la serie de carreras de Gameloft como continuación de GT Racing: Motor Academy. Proporciona 67 automóviles con licencia de más de 30 fabricantes y 13 pistas. El modo para un jugador incluye fantasmas de controladores reales similares a RR3. El modo para un jugador se divide en 7 niveles. Al igual que en RR3, necesitas autos especiales para terminar niveles específicos. Puede actualizar su automóvil, que necesita un tiempo mecánico y del mundo real, pero no se necesita tiempo ni costos para reparar automóviles a diferencia de RR3.
En multijugador puedes competir contra otros jugadores de todo el mundo y crear equipos. Hay más de 1.400 eventos en total con modos como carreras clásicas, duelos, nocaut y adelantamiento. Se agregan nuevos desafíos semanalmente. Existen diferentes condiciones climáticas, ayudas para la conducción y opciones de personalización.

## Coches

### Clase F
- Alfa Romeo MiTo
- Chevrolet Sonic LTZ Turbo
- Renault Clio
- Audi A3
- Volkswagen Polo
- Fiat 500
- Volkswagen Golf
- Toyota FT-86 II Concept (No disponible)

### Clase D
- Mini Coupe
- Renault Clio RS Cup
- Renault Laguna Coupe
- Dodge Dart GT
- Volkswagen Scirocco
- DS 3 Racing
- BMW 125i Coupe

### Clase C
- Opel Astra OPC
- Volkswagen Passat CC
- Renault Megane RS
- Mitsubishi Lancer Evo X
- Ford Focus RS500
- Subaru Impreza WRX STI
- Audi RS5 Coupe
- Audi TT RS Coupe
- Lexus GS 350 (No disponible)
- Chevrolet Code 130R Concept
- BMW M235i
- Nissan 370Z

### Clase B
- Pontiac G8 GXP
- Mitsubishi Lancer Evo X FQ-400
- Toyota Supra GT (no disponible)
- Tesla Model S (no disponible)
- Citroën Survolt Concept
- BMW M3 Coupe
- Mercedes-Benz A45 AMG
- SEAT Leon WTCC (no disponible)
- Mercedes-Benz SLK 55 AMG
- Chevrolet Camaro SS
- Mustang GT 5.0 Anniversary Edition
- Corvette C7 Stingray
- Aston Martin Vanquish
- Cadillac CTS-V Coupe
- Ruf RK Coupe

### Clase A
- Nissan GT-R
- Mercedes-Benz SLS AMG
- Ruf RT12 S
- Dodge SRT Viper GTS
- Maserati MC12
- Chevrolet Camaro GT Race Car
- Cadillac CTS-VR Coupe Race Car
- Ferrari 599 GTO
- Renault Megane Trophy
- McLaren MP4-12C
- Lotus Evora GTE
- Ford GT40
- Alpine A110-50 ZAR Concept (No disponible)
- Mercedes-Benz CLK GTR AMG
- Ferrari 458 Italia
- Ferrari F12berlinetta

### Clase S
- Audi R18 TDI
- Mazda Furai Concept
- Bentley Speed 8
- Caterham Lola SP 300R
- Lamborghini Sesto Elemento Concept
- Ferrari 599XX
- Savage Rivale Roadyacht GTS
- Lamborghini Aventador LP 700-4
- Lamborghini Veneno
- Savage Rivale Roadyacht GTS Winter
- Volkswagen Golf 24 TDI
- Mercedes-Benz SLS AMG GT3
- W Motors Lykan HyperSport
- Bugatti Veyron

### Clase L
- Datsun 260Z
- Dodge Charger
- Mustang Boss 302
- Mustang Shelby GT.500 Eleanor
- Mercedes-Benz 300 SL Gullwing
- Plymouth Barracuda
- Alpine A110 (No disponible)
- Ruf CTR Yellowbird
- Maserati 300S
- Lamborghini Countach 25th Anniversary Edition